# Бјали Бор
Бјали Бор (пољ. Biały Bór) је град у Пољској у западнопоморском војводству, у шћећинском повјату. У граду живи око 2,2 хиљаде људи. Статус града добио је 1382. За време Другог светског рата град је претрпео знатна уништења.
Кроз Бјали Бор пролази пет регионалних путева. Удаљен је од: 
- Шчећина 210 km на исток
- Кошалина 55 km на североисток
- Слупска 75 km на југ
- Гдањска 155 km на запад
- Бидгошча 140 km на северозапад
- Пиле 100 km на север

## Историја
- 1382. — добијање статуса града
- 1772. пада под пруску окупацију,
- 1878. до града долази железница
- 1945. град је представљао одбрамбену линију и уништено је 80% грађевина, а становништво га је напустило

Насеље је у 13. веку основао локални племић Себастијан Лубјански. Био је део Пољске, све до тевтонске инвазије почетком 14. века. Тевтонски витезови су овде подигли утврђење али развој града зауставио је велики пожар 1408. године.
Године 1939. град је имао 2.292 становника. Град је имао јеврејску заједницу и малу синагогу пре Другог светског рата и Холокауста. Током рата, јануара 1945. године, кроз град је прошао марш смрти савезничких заробљеника из логора за ратне заробљенике. Град је интегрисан са Пољском 1945. године.

## Демографија
| 2021. |
| ----- |
| 2.226 |

## Атракције
- Црква у неоготском стилу из 1878
- црква у грчко-католичком стилу